# Neoclytus clavatus
Neoclytus clavatus là một loài bọ cánh cứng trong họ Cerambycidae.